# No Place for Disgrace
No Place for Disgrace è il secondo album in studio del gruppo musicale statunitense thrash metal Flotsam and Jetsam, pubblicato nel 1988.

| Recensione | Giudizio |
| ---------- | -------- |
| AllMusic   | [ 3 ]    |

## Il disco
Il disco è stato realizzato dopo la partenza di Jason Newsted (unitosi ai Metallica), uno dei principali compositori ed autore dei testi, ma alcune delle canzoni presenti sono state scritte da lui prima di essere sostituito dal bassista Troy Gregory. I brani contenuti erano in parte già presenti sull'omonimo demo registrato l'anno precedente, inoltre la canzone Saturday Night's Alright for Fighting, cover di Elton John, è uscita come singolo e in videoclip lo stesso anno.
Rispetto all'album di debutto le sonorità della band restano pressoché invariate, ma la produzione è stata potenziata risultando più nitida. Nonostante ciò, in parte a causa dell'irreperibilità del disco, il gruppo ha deciso di effettuare una nuova registrazione per ricrearlo e migliorarlo con le tecnologie moderne, questa versione è uscita a febbraio del 2014.

## Tracce
1. No Place for Disgrace – 6:13 (Gilbert, Newsted, Smith, A.K., Carlson)
2. Dreams of Death – 5:39 (Gilbert, Smith, A.K., Carlson, Michael Spencer)
3. N.E. Terror – 5:57 (Gilbert, Newsted, Eric Braverman, Smith, A.K., Carlson)
4. Escape from Within – 6:47 (Gilbert, Eric Braverman, Smith, A.K., Carlson, Michael Spencer)
5. Saturday Night's Alright for Fighting (cover di Elton John) – 3:52
6. Hard on You – 4:50 (Gilbert, Smith, A.K., Carlson, Michael Spencer)
7. I Live You Die – 5:49 (Gilbert, Newsted, Smith, A.K., Carlson)
8. Misguided Fortune – 5:41 (Gilbert, Smith, Gregory, A.K., Carlson)
9. P.A.A.B. – 5:32 (Gilbert, Eric Braverman, Smith, A.K., Carlson)
10. The Jones (strumentale) – 4:07 (musica: Gilbert, Smith, A.K., Carlson)

Durata totale: 54:27

## Formazione
- Eric A.K. - voce
- Edward Carlson - chitarra
- Michael Gilbert - chitarra
- Troy Gregory - basso
- Kelly David-Smith - batteria